# Poiana leightoni
Poiana leightoni (Лінзанг Лейгтона) — рід ссавців родини Віверових (Viverridae). Інша назва західно-африканський оян. Його проживання підтверджене лише у південно-західній частині Кот-д'Івуару (відомо з двох записів) і в східній частині Ліберії (кілька записів). Присутність цього виду на південно-заході Гвінеї і в Сьєрра-Леоне вимагають підтвердження. Житель тропічного лісу. 

## Етимологія
Вид названий на честь Леонарда Лейгтона (англ. Leonard Leighton, дати невідомі), який зібрав невелику колекцію ссавців у Ліберії на початку 20-го століття. Він передав колекцію Пококу, який прозвітував про неї в 1908 році, згадавши Лейнтона у зв'язку з лізангом.

## Опис
Хижак середнього-малого розміру з довжиною голови й тіла між 300 і 380 мм, довжина хвоста в діапазоні від 350 мм до 400 мм і вагою 500–700 гр.
Тіло відносно струнке з короткими ногами й довгою шиєю. Колір спини й боків рудувато-жовтуваті, передні ноги зовні сіруваті. Черевні частини тіла, за винятком хвоста, білуваті, без плям. Спинна смуга простягається від плечей до основи хвоста. Плями присутні з боків, на стегнах, плечах і шиї. Хвіст довший, ніж голова й тіло, пухнастий і має 12–13 нерівних чорнуватих кілець. Кінчик жовтуватий, посипаний попелястого кольору волоссям.

## Загрози та охорона
Загрози не відомі, але, ймовірно, перебуває під впливом поточних втрат середовища існування у верхній частині гвінейських лісів. Можливо мешкає в Національному парку Санбе у Кот-д'Івуарі і ліберійському Національному парку Сапо.